# Anthidium kashmirense
Anthidium kashmirense är en biart som beskrevs av Mavromoustakis 1937. Anthidium kashmirense ingår i släktet ullbin, och familjen buksamlarbin. Inga underarter finns listade i Catalogue of Life.